# Morelia bredli
Espèce
Synonymes
- Python bredli Gow, 1981

Statut CITES
Morelia bredli est une espèce de serpents de la famille des Pythonidae.

## Répartition
Cette espèce est endémique du Territoire du Nord en Australie.

## Description
C'est un serpent constricteur ovipare, non-venimeux.
Vivant dans la région d'Alice Springs, région désertique du centre de l'Australie, sa coloration rougeâtre y est probablement un excellent mode de camouflage. C'est un Morelia massif capable de dépasser 3 mètres ; il atteint exceptionnellement 4 mètres, ce qui en fait un des plus grands serpents du continent australien.
La couleur varie selon l'âge de l'animal, d'abord terne, il arbore des couleurs orangées avant sa maturité, puis perd progressivement de son éclat.

## Étymologie
Cette espèce est nommée en l'honneur de Josef Bredl (1948-2007).

## Publication originale
- (en) Gow, 1981 : A new species of Python from central Australia. Australian Journal of Herpetology, vol. 1, no 1, p. 29-34.